# تريازينات
تريازينات هي صنف من المركبات العضوية سداسية الحلقة غير المتجانسة وغير المشبعة، والتي تحوي في بنيتها على ثلاث ذرّات نتروجين؛ ومن هنا أتت التسمية Triazine؛ وذلك حسب نظام تسمية هانتش-فيدمان.
لمركبات التريازينات الصيغة الكيميائية العامة C3H3N3؛ وهناك ثلاثة متصاوغات ممكنة وهي: 3,2,1-تريازين و 4,2,1-تريازين و 5,3,1-تريازين. يعد الشكل المتناظر 5,3,1-تريازين أكثر مركبات التريازينات شيوعاً.
| تريازينات       |                           |                             |                                           |
| الاسم           | 3,2,1-تريازين             | 4,2,1-تريازين               | 5,3,1-تريازين                             |
| أسماء أخرى      | - v-تريازين - vic-تريازين | - as-تريازين - asym-تريازين | - s-تريازين - sym-تريازين                 |
| صيغة بنيوية     |                           |                             |                                           |
| رقم التسجيل CAS | 289-96-3                  | 290-38-0                    | 290-87-9                                  |
| بوب كيم         | kurz من بَب كيمkurz        | kurz من بَب كيمkurz          | kurz من بَب كيمkurz                        |
| صيغة كيميائية   | C3H3N3                    | C3H3N3                      | C3H3N3                                    |
| كتلة مولية      | 81.08 غ/مول               | 81.08 غ/مول                 | 81.08 غ/مول                               |
| حالة المادة     |                           | سائل                        | صلب                                       |
| وصف موجز        |                           | زيت أصفر فاتح اللون         | بلورات عديمة اللون،                       |
| نقطة الانصهار   |                           | 17 °س                       | 86 °س                                     |
| نقطة الغليان    |                           | 156 °س                      | 114 °س                                    |
| الكثافة         |                           |                             | 1.38 غ/سم3                                |
| الانحلالية      |                           |                             | ينحل في الإيثانول والإيثر; يتفكك في الماء |

## التحضير
يحضر مركب 5,3,1-تريازين من تفاعل تشكيل ثلاثي الوحدات من مركبات نتريل محددة مثل كلوريد السيانوجين. كما يمكن الحصول على مشتقات التريازينات من تفاعل اصطناع بامبيرجر للتريازينات؛ إضافة إلى تفاعل اصطناع بينر للترازينات Pinner triazine synthesis، حيث يتم في التفاعل الأخير مفاعلة مركبات أميدين الأريل أو الألكيل مع الفوسجين.
يمكن إجراء عملية التحضير لمستبدلات التريازينات بطريقة أخرى وذلك بحشر وحدة N-H إلى الهيدرازين بوجود كربينويد من النحاس، يلي ذلك المعالجة بمحلول كلوريد الأمونيوم.

## الخواص والتفاعلات
تخضع التريازينات بشكل صعب إلى تفاعل استبدال عطري محب للإلكترونات، إلا أن إجراء تفاعل استبدال عطري محب للنوى (نكليوفيلي) على المستبدلات الكلورية للتريازينات مثل 6,4,2-ثلاثي كلورو 5,3,1-تريازين، والمعروف باسم كلوريد السيانوريك يؤدي إلى الحصول على مشتقات متعددة لهذه المركبات؛ إذ أن حلمهة المستبدل الكلوري الأخير تعطي حمض السيانوريك؛ أما معالجته مع الفينول فتعطي مشتق الفينوكسي الموافق. ومن أبرز مشتقات 5,3,1-تريازين هو مركب 6,4,2-ثلاثي أمينو 5,3,1-تريازين والمعروف باسم ميلامين.
تتشكل مشتقات 4,2,1-تريازين كمركبات وسطية بالتفاعل مع نوربورناديين عند تحضير مركبات البيريدين انطلاقاً من مشتقات الهيدرازين وفق تفاعل ديلز-ألدر.

## الاستخدامات
تستخدم مركبات التريازينات في المختبرات الكيميائية من أجل تحضير الربيطات، كما تدخل في العديد من التفاعلات الكيميائية، مثل تفاعل غاترمان Gattermann reaction، من أجل ربط مجموعة فورميل إلى الركازات العطرية.
يعد كلوريد السيانوريك المحضر من 5,3,1-تريازين من المركبات البادئة المهمة في تحضير مبيدات أعشاب عديدة، كما يستخدم في تحضير الأصبغة التفاعلية.

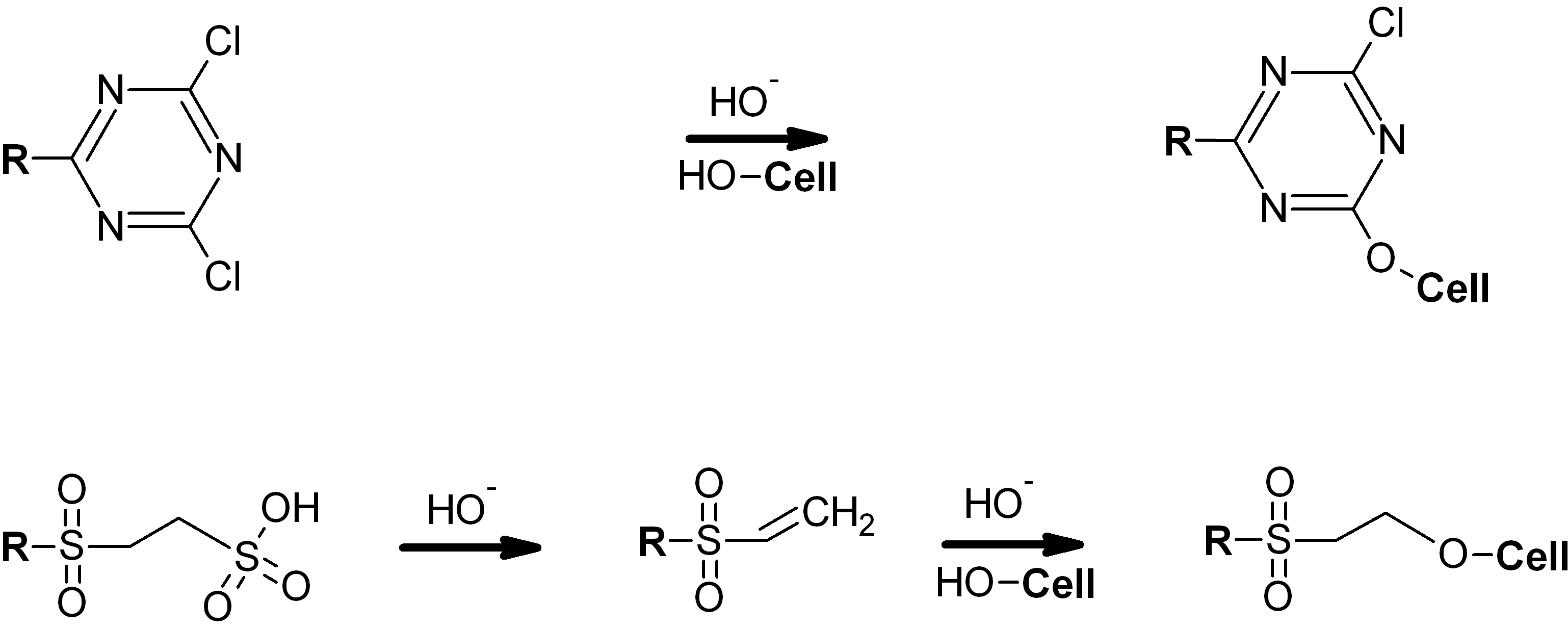
استخدام مركبات التريازينات في مجال الصباغة

كما يوجد لمركبات التريازينات استخدام في المستحضرات الصيدلانية.

## مركبات متعلقة
- المركبات الحلقية السداسية غير المشبعة الحاوية على ذرة واحدة من النتروجين: بيريدينات
- المركبات الحلقية السداسية غير المشبعة الحاوية على ذرتين من النتروجين: ديازينات
- المركبات الحلقية السداسية غير المشبعة الحاوية على أربع ذرّات من النتروجين: تترازينات
- المركبات الحلقية السداسية غير المشبعة الحاوية على خمس ذرّات من النتروجين: بنتازينات
- المركبات الحلقية السداسية غير المشبعة الحاوية على ست ذرّات من النتروجين: هكسازينات

## أنظر أيضا
- أترازين